# Adolf von Baeyer

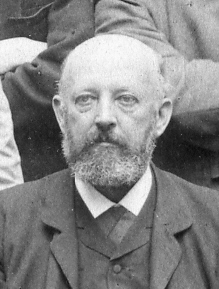
Adolf von Baeyer, 1893

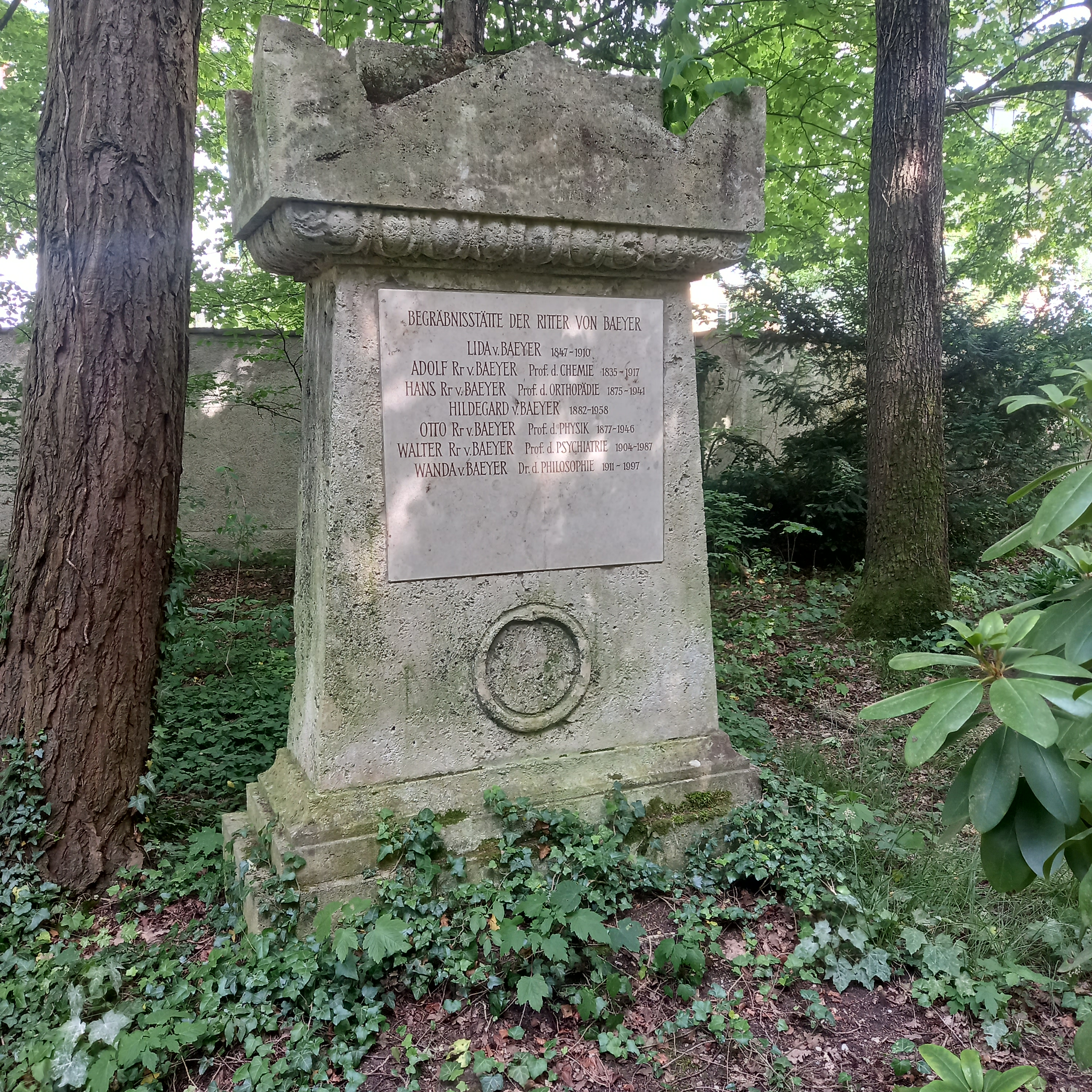
Das Grab von Adolf von Baeyer und seiner Ehefrau Lida geborene Bendemann im Familiengrab auf dem Waldfriedhof (München)

Johann Friedrich Wilhelm Adolf (seit 1885 Ritter von) Baeyer [ˈbaiɐ] (* 31. Oktober 1835 in Berlin; † 20. August 1917 in Starnberg) war ein deutscher Chemiker.
Adolf Baeyer entwickelte die erste Indigosynthese, synthetisierte erstmals das Phenolphthalein und das Fluorescein und war Wegbereiter für die Alizarin-Synthese. 1905 erhielt er den Nobelpreis für Chemie für seine Verdienste um „die Entwicklung der organischen Chemie und der chemischen Industrie durch seine Arbeiten über die organischen Farbstoffe und die hydroaromatischen Verbindungen“.

## Leben
Adolf Baeyer war ein Sohn des Offiziers und Geodäten Johann Jacob Baeyer und der Eugenie Hitzig, Tochter des Verlegers und Schriftstellers Julius Eduard Hitzig. Paten waren der Schriftsteller Adelbert von Chamisso und der Astronom Friedrich Wilhelm Bessel.
Nach Besuch des Friedrich-Wilhelms-Gymnasiums in Berlin studierte er zunächst an der Friedrich-Wilhelms-Universität Berlin Mathematik und Physik, dann Chemie bei Robert Bunsen an der Ruprecht-Karls-Universität Heidelberg. Er promovierte 1858 bei August Kekulé mit einer Dissertation De arsenici cum methylo conjunctionibus (Über Methylarsin-Verbindungen). 1859 wurde er Privatdozent an der Friedrich-Wilhelms-Universität in Berlin, folgte für seine weiteren Forschungen aber Kekulé nach Gent.
1860 habilitierte sich Baeyer in Berlin und nahm eine Lehrtätigkeit für Organische Chemie am Gewerbeinstitut in Berlin an. 1866 wurde er außerordentlicher Professor an der Friedrich-Wilhelms-Universität Berlin.

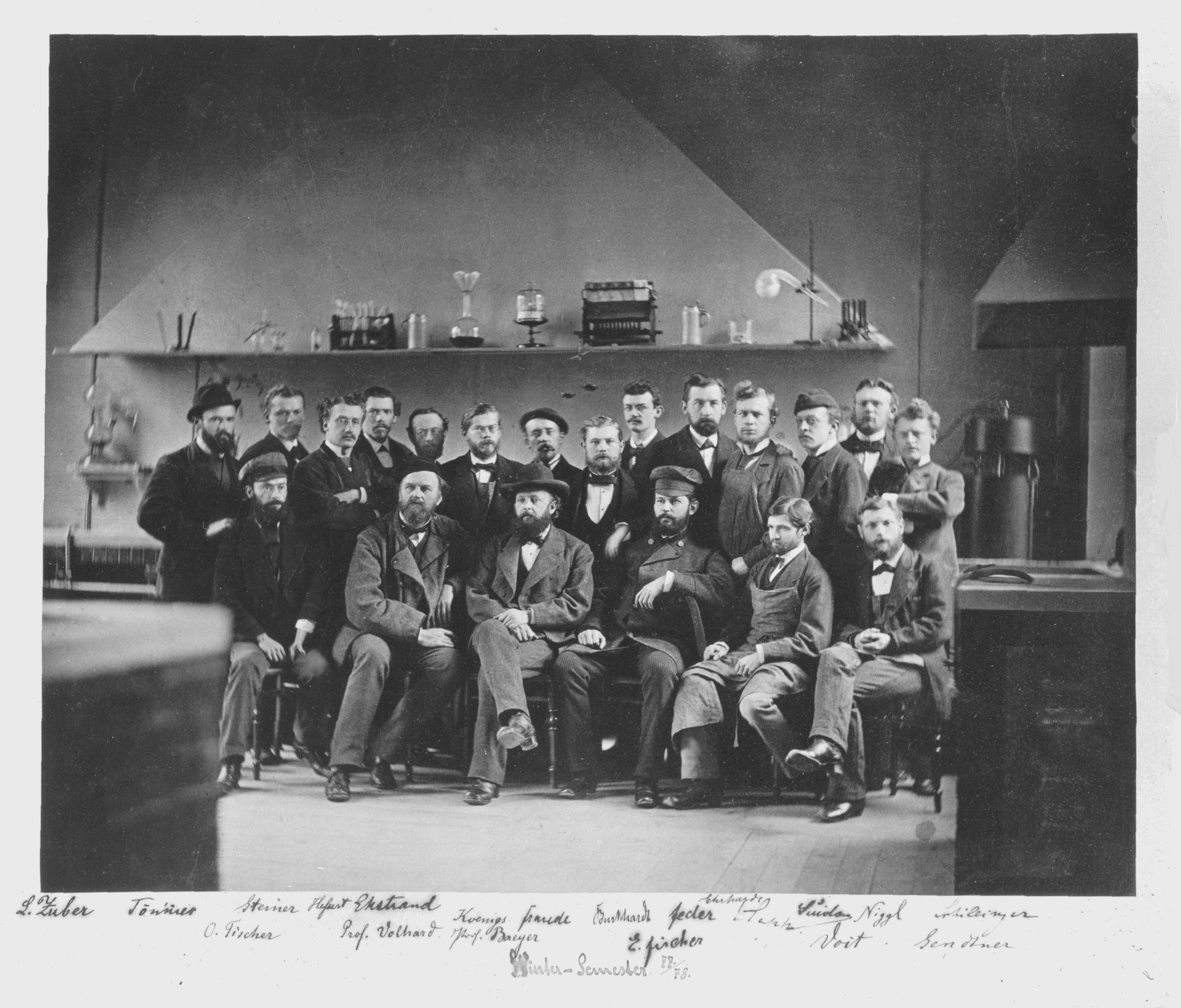
Wintersemester 1877/78 an der Universität München

1867 gehörte er zu den Gründern der Deutschen Chemischen Gesellschaft zu Berlin, die als Mitteilungsblatt die Fachzeitschrift „Berichte der Deutschen Chemischen Gesellschaft“ zu Berlin veröffentlichten. Mit sehr geringem Vorsprung gewann A. W. Hofmann die Wahl zum ersten Vorstand 1868 vor Baeyer. In den Jahren 1871, 1881, 1893 und 1903 wurde er dagegen mit Mehrheit zu deren Vorstand gewählt.
Ab 1872 war er Professor für Chemie an der Universität Straßburg, ab 1875 in München als Nachfolger von Justus von Liebig, wo nach seinen Vorgaben ein neues Laboratorium gebaut wurde. Von 1887 bis 1917 war er, wie zuvor auch Justus von Liebig (dieser zwischen 1852 und 1873) Mitglied der Zwanglosen Gesellschaft München.
Zwischen 1870 und 1900 kam es in der Gesellschaft Deutscher Chemiker zu Diskussionen über Art und Inhalte des Chemiestudiums. Die chemische Industrie wünschte vereinheitlichte Lern- und Prüfungsordnungen in Deutschland. Die Inhalte des Chemiestudiums sollten stärker die Bedürfnisse der chemischen Industrie berücksichtigen. Dagegen trat Adolf von Baeyer neben Wilhelm Ostwald und A. W. Hofmann für eine hochschulinterne Prüfung und eine zweckfreie Forschung ein.
Von Baeyer glaubte, dass Wissenschaft nur in Unabhängigkeit von äußeren, wirtschaftlichen Einflüssen gedeihen könnte.
Von Baeyer war seit 1868 mit Adelheid (genannt Lida) Bendemann (1847–1910) verheiratet, mit der er drei Kinder hatte: Eugenie (1869–1952) heiratete den Chemiker Oskar Piloty, einen Schüler von Baeyers; Hans (1875–1941) wurde Orthopäde und Otto (1877–1946) Physiker.
Von Baeyer starb 1917 in Starnberg und wurde auf dem Münchner Waldfriedhof beerdigt.

## Wissenschaftliches Werk
Um 1860 erhielt Baeyer von Adolf Schlieper Präparate der Pseudoharnsäure, Harnsäure und Alloxan.
Baeyer synthetisierte eine Reihe von verschiedenen Alloxanderivaten und konnte deren Konstitution bestimmen.
1864 entdeckte Baeyer die Barbitursäure, die er chemisch bestimmte.
Adolph Strecker hatte basierend auf Baeyers Ausarbeitungen in seinem Lehrbuch (5. Auflage) im Jahr 1868 die Strukturen von Alloxan, Barbitursäure, Hydantoin angegeben.
Bisher waren diese Verbindungen nur durch Abbaureaktionen hergestellt worden, Baeyer synthetisierte das Hydantoin aus Harnstoff. Eduard Grimaux entwickelte dann weiterführende Synthesen für Allantoin und Barbitursäure. Im Jahr 1867 hatte Adolf Baeyer Acetylcholin synthetisch dargestellt.

Indigo-Synthese aus o-Nitrobenzaldehyd und Aceton

Zu Beginn seiner Synthesen zum Indigo erkannte Baeyer die Ähnlichkeit des Isatins zu Alloxan.
Aus Oxyindol erhielt er durch Reduktion mit Zinkstaub das Indol.
Mit Emmerling entwickelte Baeyer nun eine Synthese des Indols aus Nitrozimtsäure mit Kaliumhydroxid und Eisenspänen.
Baeyer veröffentlichte einen ersten Strukturvorschlag für Isatin, das Oxidationsprodukt des Indigos, der danach jedoch von Kekulé korrigiert wurde.
Im Jahr 1878 erhielten Baeyer und Adolph Emmerling durch Reduktion von o-Nitrophenylessigsäure über eine Oxyindol-Zwischenstufe das Isatin. Noch war dieses Verfahren aufgrund der Nebenreaktionen nicht günstig.
Eine verbesserte Synthese von Indigo wurde etwas später von Baeyer ausgehend von o-Nitropropiolsäure durchgeführt. Dieses Verfahren ließ er patentieren und trat das Patent an die Badische Anilin- und Sodafabrik (BASF) zur industriellen Herstellung ab. Die Herstellungskosten waren aber im Vergleich zum Naturfarbstoff zu hoch, so dass dieser Syntheseweg wieder aufgegeben werden musste. Später entwickelten Baeyer und Viggo Beutner Drewsen noch eine industriell unbedeutende Indigo-Synthese aus Nitrobenzaldehyd. Erst im Jahr 1900 entwickelte Karl Heumann eine wirtschaftliche Indigosynthese.
Im Jahr 1883 gelang Baeyer die korrekte Strukturaufklärung für das Indigo.

Alizarin

Ein weiterer wirtschaftlich wichtiger Naturfarbstoff war damals das Alizarin, den Baeyers Assistenten Carl Graebe und Liebermann mit Zinkstaub zu Anthracen reduzierten. Sie entwickelten nun eine neue Anthrachinonsynthese aus Anthracen mit Kaliumdichromat und Schwefelsäure. Durch Behandlung des Anthrachinons mit Brom bei 100 °C und anschließender Behandlung mit Kaliumhydroxid konnte das Alizarin auch synthetisch dargestellt werden. Baeyer und Caro klärten die Stellung der Hydroxygruppen im Alizarin auf.

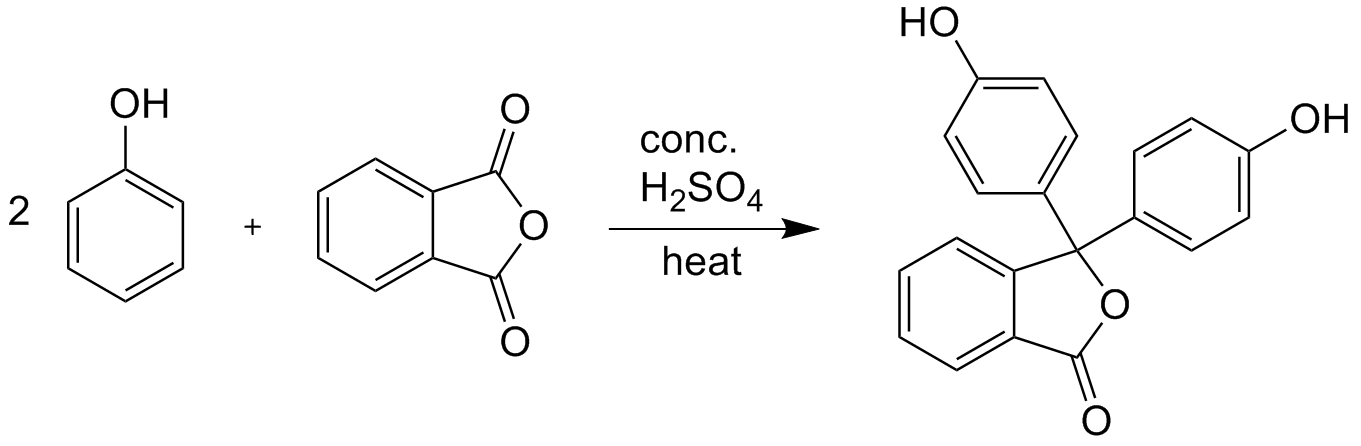
Phenolphthalein

Baeyer entdeckte auch die Gruppe der Triphenylmethanfarbstoffe. Durch das Erhitzen von Phthalsäureanhydrid mit Phenol entstand das Phenolphthalein, dessen Struktur er aufklärte. Mit Resorcin erhielt er das Fluorescein, dessen Tetrabromderivat Eosin Heinrich Caro bei der BASF in den Handel brachte.
1872 beschrieb er erstmals die Polykondensation von Phenol und Formaldehyd (Phenoplast).
Mit seinem Mitarbeiter Victor Villiger untersuchte von Baeyer die Konstitution der Terpene. Weitere Leistungen waren die Baeyer-Diarylmethan-Synthese, die Baeyer-Oxindol-Synthese sowie die Baeyer-Pyridinsynthese.
Adolf von Baeyer stellte das Reagenzglas als das wichtigste Werkzeug für Chemiker heraus.

## Mitgliedschaften und Ehrungen

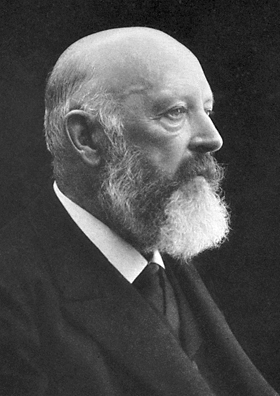
Offizielles Nobelpreisfoto (1905)

Adolf von Baeyer wurde in die Bayerische Akademie der Wissenschaften (1877), die Akademie der Wissenschaften zu Göttingen (1879), die Königlich-Preußische Akademie der Wissenschaften (1884), die American Academy of Arts and Sciences (1884), als auswärtiges Mitglied in die Royal Society (1885), die Académie des sciences (1886), die Académie royale des Sciences, des Lettres et des Beaux-Arts de Belgique (1890), die Russische Akademie der Wissenschaften (1892), die National Academy of Sciences (1898), die Royal Society of Edinburgh (1900) und die American Philosophical Society (1910) aufgenommen.
- 1881: Davy-Medaille der Royal Society in London
- 1885: Erhebung in den erblichen Adelsstand des Königreichs Bayern
- 1891: Bayerischer Maximiliansorden für Wissenschaft und Kunst
- 1895: Aufnahme in den Orden Pour le Mérite für Wissenschaften und Künste
- 1903: Verleihung der neu gestifteten Liebig-Denkmünze, verliehen von der Deutschen Chemischen Gesellschaft
- 1905: Nobelpreis für Chemie

Seit 1911 wird die Adolf-von-Baeyer-Denkmünze vom Verein Deutscher Chemiker und später von der Gesellschaft Deutscher Chemiker verliehen.

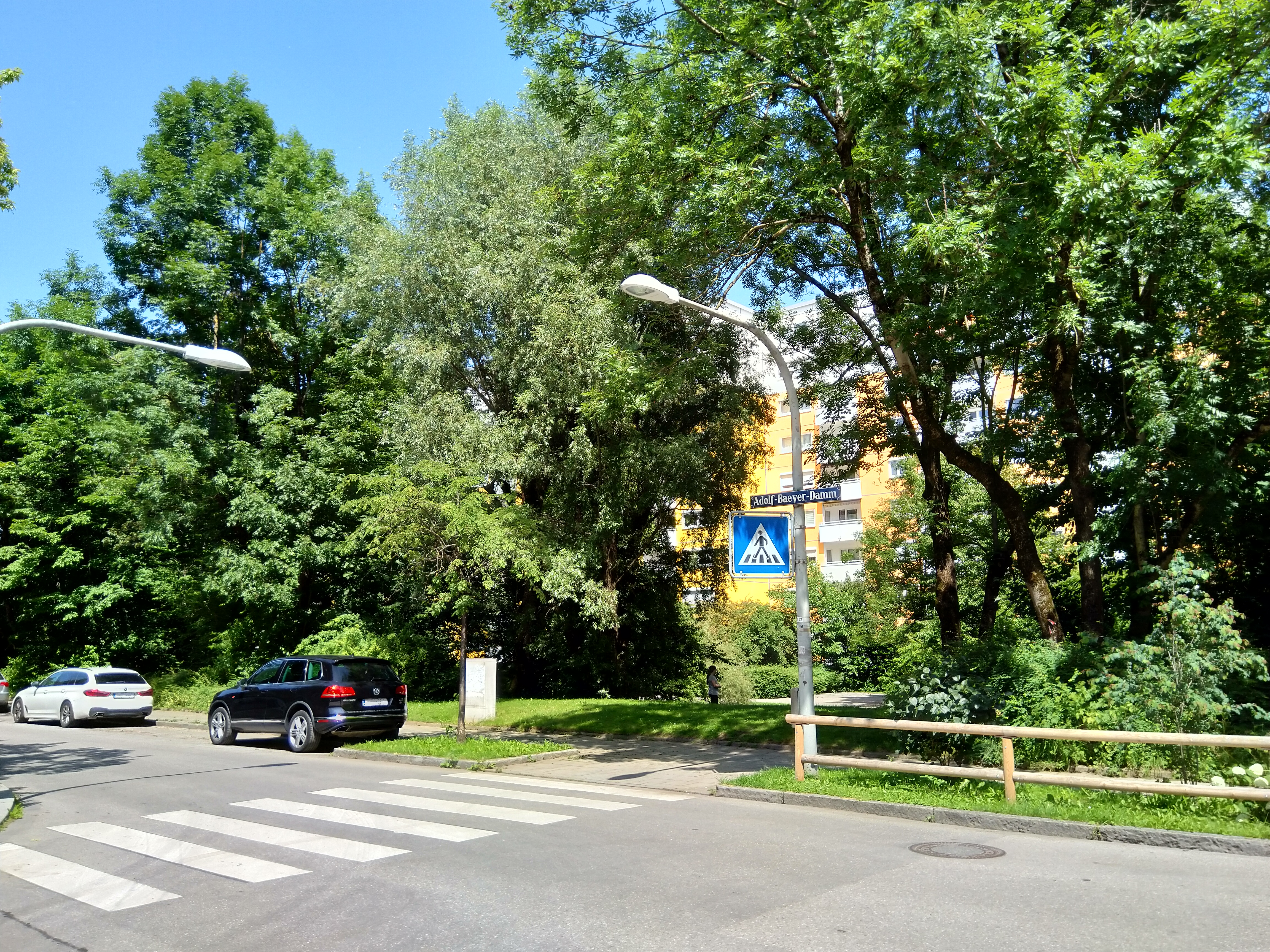
Adolf-Baeyer-Damm

1967 wurde die Straße Adolf-Baeyer-Damm parallel zum Hachinger Bach in Ramersdorf-Perlach, 2009 der Mondkrater Von Baeyer nach ihm benannt.

## Literatur

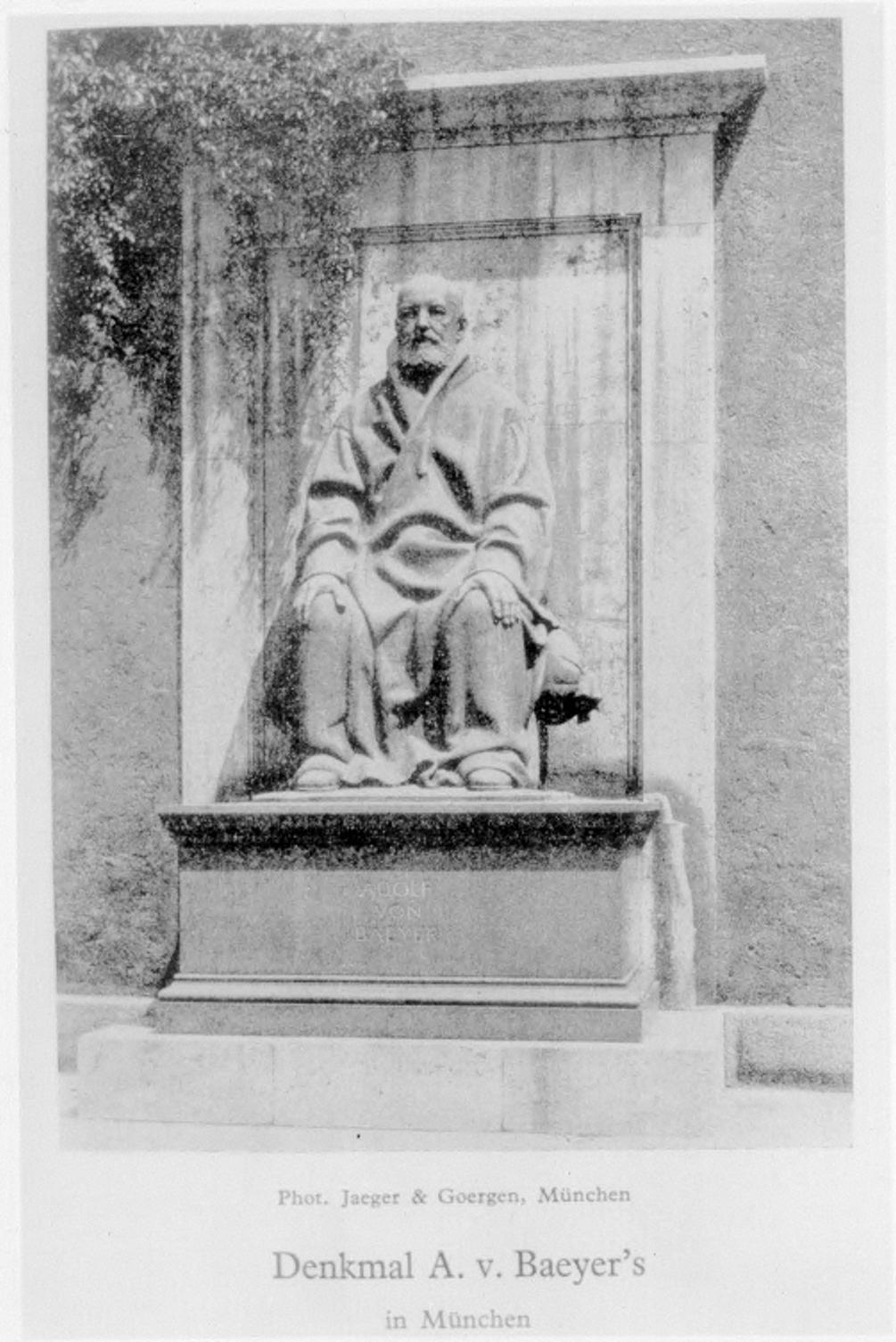
LMU München – Adolf von Baeyer – Denkmal vor dem Willstätter-Erweiterungsbau in der Arcisstr.1; heute in der LMU München-Großhadern

## Wissenschaftlicher Namensgeber
- Baeyer-Probe
- Baeyer-Spannung
- Baeyer-Villiger-Oxidation
- Von-Baeyer-Nomenklatur